# Opération Rösselsprung (1942)
Pour les articles homonymes, voir Opération Rösselsprung.
Opérations navales dans l'Arctique durant la Seconde Guerre mondiale
Batailles
Bataille de l'Atlantique (1939-1945) : Convois de l'Arctique
L'opération Rösselsprung était un plan de sortie de la Kriegsmarine pour intercepter un convoi arctique à la mi-1942. Il s'agissait de la plus grande opération de ce type de la marine allemande, et sans doute la plus réussie, aboutissant à la quasi-destruction du convoi PQ 17.
Ironiquement, ce succès fut entièrement indirect, car aucun navire de l'opération Rösselsprung n'a aperçu le convoi. Les pertes du PQ 17 furent dues aux attaques des U-Boats et de la Luftwaffe. Bien que l'escadre allemande n'a pas pris contact avec le convoi, un certain nombre de navires ont été endommagés au cours de l'opération, notamment le croiseur lourd Lützow, qui s'est échoué dans un épais brouillard, nécessitant trois mois de réparations.

## Contexte
Le nom de code Rösselsprung fait référence au mouvement du cavalier du jeu échecs. Il s'agissait d'une tentative d'interception du convoi PQ 17, à la fin de juin 1942. Deux forces navales étaient rassemblées et tenues en état de marche : 
- la première, à Trondheim, comprenait le cuirassé Tirpitz, le croiseur lourd Admiral Hipper et six destroyers (Friedrich Ihn, Hans Lody, Karl Galster, Theodor Riedel, T 7 et T 15) sous le commandement de l'amiral Otto Schniewind.
- le seconde, à Narvik, était composé des croiseurs lourds Lützow et Admiral Scheer et de six destroyers  commandés par le vice-amiral Oskar Kummetz.

Une ligne de patrouille de sous-marins a été établie dans la mer de Norvège au nord-est de l'île Jan Mayen, de nom de code Eisteufel (Ice Devil). Ce groupe comprenait six unités, augmentant plus tard à huit.
Une ligne avancée de trois bateaux a également été établie dans le détroit de Danemark, à l'est de l'Islande, pour donner une alerte précoce du départ des convois.
Le plan était que lorsque le convoi serait aperçu, les deux groupements tactiques se déplaceraient vers le nord, se concentrant à Altenfjord où ils se ravitailleraient et attendraient l'ordre d'attaquer, visant à intercepter le convoi dans la région de Bear Island.
Cependant, l'opération Rösselsprung était handicapé par un processus de commandement complexe, avec l'autorité d'aller à chaque étape reposant avec Hitler lui-même, et un énoncé de mission contradictoire. Les forces ont reçu l'ordre non seulement d'attaquer et de détruire le convoi, mais aussi d'éviter toute action qui entraînerait des dommages aux vaisseaux capitaux, en particulier au Tirpitz. Cela s'avérera fatal au succès de la mission.

## Action
Le convoi PQ 17 a quitté Hvalfjörður le 27 juin 1942 mais il n'a pas été détecté par la patrouille avancée. Aucun avertissement du PQ 17 n'a été émis jusqu'au 1er juillet, lorsqu'il a été repéré par l'U-456 de l'opération Eisteufel ; à ce moment-là, le convoi était déjà passé à l'île Jan Mayen et rejoignait le  convoi QP 13.
Compte tenu du processus décisionnel complexe de l'opération Rösselsprung, aucune décision n'a été prise avant le 2 juillet. Les Tirpitz, Admiral Hipper et quatre destroyers ont quitté Trondheim à 20h00 le 2 juillet, tandis que Lutzow et Admiral Scheer avec leurs cinq destroyers ont quitté Narvik à 12h30 le 3 juillet. Ces voyages ont été effectués par des canaux entre les îles norvégiennes et le littoral principal, parfois connu sous le nom de Western Leads. Les Leads sont à l'abri et cachés, mais difficiles à naviguer, et les groupements tactiques ont rencontré des problèmes presque immédiatement ; trois destroyers du Tirpitz ont été contraints de rentrer au port sur avarie. Les Tirpitz et Hipper, avec un destroyer restant est arrivé à Vestfjord, au large de Narvik, le 3 juillet et à Altenfjord à 10 heures le 4 juillet. L'autre groupement tactique a également eu des problèmes. Lutzow s'est échoué à Tjel Sund et a également été contraint de se retirer et il est également arrivé à Altenfjord le 4 juillet.
Pendant ce temps, le mouvement des Tirpitz et Hipper vers le nord avait été détecté par le renseignement allié, et en réponse à cette menace, l'Amirauté a pris la décision controversée de disperser le convoi, qui a commencé à 22h15 le 4 juillet. Sans la protection mutuelle offerte par la navigation en convoi, les navires seraient des proies faciles pour les avions et les sous-marins qui les assailliraient. Au cours des six prochains jours, 24 navires seront perdus.
Le renseignement allemand (B-Dienst) s'est rapidement rendu compte que le convoi se dispersait et Schniewind a demandé l'autorisation de sortir. Là encore, la chaîne de commandement étendue a entravé les mouvements, l'autorisation n'étant reçue que le 5 juillet à 15 heures, et seulement avec la mise en garde d'éviter toute action avec les navires capitaux alliés ; les U-boot d' Eisteufel reçurent l'ordre de quitter l'attaque des navires du convoi pour se concentrer sur la recherche et l'attaque de la Home Fleet, en particulier le porte-avions HMS Victorious.
À 15h00, la flotte allemande (désormais composée de Tirpitz, Hipper et Scheer, avec sept destroyers et deux torpilleurs comme escorte ) quitta Altenfjord et se dirigea vers le nord-ouest vers les navires du convoi PQ 17.
Presque aussitôt, ils ont été aperçus par le sous-marin K-21, commandé par Nikolaï Lounine (en). Il a envoyé un rapport d'observation et a attaqué la flotte, revendiquant un tir sur le Tirpitz (cependant cela n'est pas confirmé par des sources occidentales). Une heure plus tard, la flotte a été aperçue par un hydravion Catalina britannique, et de nouveau après encore deux heures par le sous-marin britannique HMS Unshaken.
Ces deux rapports d'observation ont été détectés par le B-Dienst, et à 21h30, Erich Raeder - préoccupé par le fait que la flotte fuyait dans un piège - a ordonné un rappel, six heures seulement après leur départ.

## Conclusion
Bien qu'elle ait indirectement causé des pertes catastrophiques au convoi PQ 17, l'opération Rösselsprung a été une performance décevante des navires capitaux allemands. Après, Tirpitz, Lutzow et les trois destroyers ont passé un temps considérable à quai pour les réparations. À la suite de cela, la Kriegsmarine n'a pas été en mesure de monter une opération d'une telle ampleur à nouveau dans la campagne de l'Arctique, et n'a jamais connu un succès naval comparable.